# Варцино
Варцино (пол. Warcino, нім. Varzin) — село в Польщі, у гміні Кемпиці Слупського повіту Поморського воєводства.
Населення — 680 осіб (2011).

## Демографія
Демографічна структура станом на 31 березня 2011 року:
|          | Загалом | Допрацездатний вік | Працездатний вік | Постпрацездатний вік |
| -------- | ------- | ------------------ | ---------------- | -------------------- |
| Чоловіки | 387     | 115                | 254              | 18                   |
| Жінки    | 293     | 72                 | 165              | 56                   |
| Разом    | 680     | 187                | 419              | 74                   |